# St Mary-le-Bow

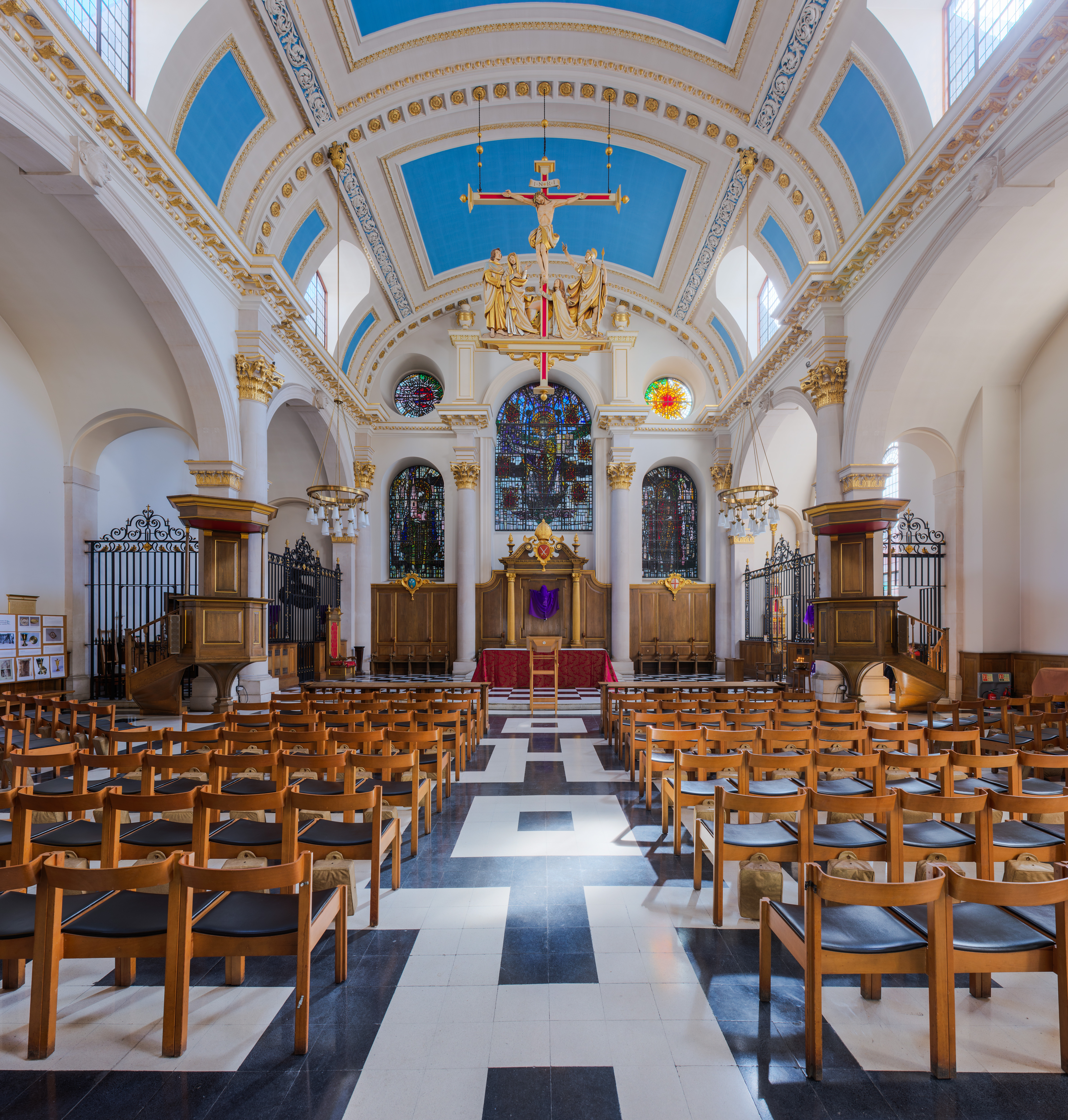

Kościół St Mary-le-Bow – kościół parafialny Kościoła anglikańskiego w City of London. Został ufundowany w 1080 przez Lanfranka, arcybiskupa Canterbury. W ciągu następnych stuleci był kilkukrotnie przebudowywany. Po wielkim pożarze Londynu w 1699 został odbudowany przez sir Christophera Wrena. Dzięki wysokiej iglicy nadal jest charakterystycznym obiektem w swojej okolicy.

## Historia

### Powstanie
Choć wykopaliska archeologiczne sugerują, że wcześniejszy budynek saksoński mógł stać na tym miejscu przed podbojem normańskim, pierwszym potwierdzonym kościołem dedykowanym św. Marii na Cheapside był ten zbudowany przez Lanfranca, arcybiskupa Canterbury, w 1080. Lanfranc, który był arcybiskupem Wilhelma Zdobywcy pochodzącym z Normandii, założył kościół jako część normańskiej polityki dominacji nad Londynem. W ramach tej polityki zbudowano trzy główne budynki: katedrę św. Pawła, Tower of London oraz kościół na Cheapside.
Kościół na Cheapside został poświęcony św. Marii. Został zbudowany z kamienia Caen sprowadzanego z Normandii, tego samego materiału, którego użyto do budowy Tower of London. Architektem odpowiedzialnym za Tower of London był Gundulf, biskup Rochester, który być może zaprojektował także pierwszy kościół St Mary-le-Bow. Wczesny kościół został zbudowany na dwóch poziomach: dolna część znajdowała się częściowo poniżej poziomu ulicy, a górna została wzniesiona nad nim. Dolny kościół zbudowano jako pierwszy, tworząc okrągłe kamienne łuki, będące czymś nowym w ówczesnej architekturze. Dzięki tym łukom kościół zyskał nazwę Sancta Maria de Arcubus (Św. Maria od Łuków), która ostatecznie przekształciła się w St Mary-le-Bow, gdzie „bow” oznacza dawne angielskie określenie na łuki właśnie.

## Codzienne działanie
Kościół St Mary-le-Bow jest poświęcony branży finansowej oraz cechom rzemieślniczym w londyńskim City. W związku z tym nabożeństwa odbywają się w dni powszednie, a nie, jak bardziej tradycyjnie, w niedzielne poranki. Nabożeństwa zazwyczaj składają się z dwóch 15-minutowych sesji modlitewnych, jednej o 8:30 rano i drugiej o 17:45 każdego dnia roboczego. Są one uzupełniane przez dwa dwie msze, jedną w środę w porze lunchu o 13:05, a drugą w czwartek wieczorem o 18:05.